# 那空那育府
那空那育府（皇家轉寫：Changwat Nakhon Nayok，泰語發音：[t͡ɕāŋ.wàt ná(ʔ).kʰɔ̄ːn nāː.jók]），一譯坤西育府，是泰國中部的一個府。

## 歷史
那空那育府是一個有九百多年歷史的古老城市，在大城時代，被認為是東畔重要前哨城池，故建立了堅固的城堡。以前曾被降為縣城，直至1943年才復昇為府治。

## 地理
- 那空那育府的面積約為 2,122 平方公里，距首都曼谷約為107 公里。其疆域北瀕北標府及呵叻府；南連北柳府及巴真府；東鄰巴真府及呵叻府；西接巴吞他尼府。
- 那空那育府的北部為山林，有許多瀑布及溪澗的源流。中部及南部則為低窪地帶，有數條大河流經過。水產豐富，盛產稻米及大象。

## 行政
那空那育府的行政區共分為4个縣（Amphoe），再細分41个區（Tambon），最後分成403个村（Muban）。
| \| # \| 中文名 \| 泰文名 \| 英文名 \| \| - \| ------------------------ \| ----------- \| ------------------- \| \| 1 \| 那空那育府治县（英语：Mueang Nakhon Nayok District） \| เมืองนครนายก \| Mueang Nakhon Nayok \| \| 2 \| 北丕县（英语：Pak Phli District） \| ปากพลี \| Pak Phli \| \| 3 \| 班纳县（英语：Ban Na District） \| บ้านนา \| Ban Na \| \| 4 \| 翁卡叻县（英语：Ongkharak District） \| องครักษ์ \| Ongkharak \| |                |             |                     |
| # | 中文名         | 泰文名      | 英文名              |
| 1 | 那空那育府治县 | เมืองนครนายก | Mueang Nakhon Nayok |
| 2 | 北丕县         | ปากพลี       | Pak Phli            |
| 3 | 班纳县         | บ้านนา       | Ban Na              |
| 4 | 翁卡叻县       | องครักษ์      | Ongkharak           |

## 名勝古蹟
- 沙里咖瀑布：位於那空那育直轄縣的東面約15公里處，為那空那育府最大之瀑布，高九層，每層均有天然蓄水池。每年9至11月的影色最為壯觀，值得一遊。
  - 襄浪瀑布：距「沙里咖瀑布」不遠，為三段式小瀑布，位於陡峭的山谷裡，頗為美觀。
  - 旺達開公園：在「襄浪瀑布」附近，面積寬達2.4平方公里，為泰國皇室親王的私人植物園，園內種滿各種奇花異草，環境優美，有帳蓬供遊客租用。
  - 順歷史那果園：鄰近「襄浪瀑布」，佔地面積約480,000平方公尺，除種滿果樹外，尚有瀑布、水庫供遊客欣賞或嬉水。另有茅屋、帳蓬出租。
- 考娘莫山：位於那空那育直轄縣，至山頂之石階共三百層，山巔有佛亭，內有仿造佛陀足印和大佛像。
- 曼空拉康古城：位於那空那育直轄縣，是高棉族統治時期的古城，現仍可見有城牆及城壕。泰國藝術廳己於1935年登記此處為文物古跡。
- 嘿那碌瀑布：位於北丕縣，為一大型瀑布，高約200公尺，它屬「順披它國家公園」管理。
- 順剛革園：距那空那育直轄縣約16.5公里，面積約32,000平方公尺，以前曾經為果園，現在變為植物園及花園，有餐廳及出租帳蓬、旅舍。
- 順披亮園：位於那空那育直轄縣，為一果園，面積約43,200 平方公尺，內除有各種果樹外，尚設有餐廳、旅舍。
- 旺芒瀑布：位於北丕縣，為一小型瀑布，水流經過低矮的崖石。
- 蝙蝠洞：位於「差阿山」，因山洞裡有很多蝙蝠糞便，故而得名。
- 玛尼旺寺